# Cocomaro di Focomorto
Cocomaro di Focomorto è una frazione di Ferrara di 466 abitanti situata ad est della città.

## Storia

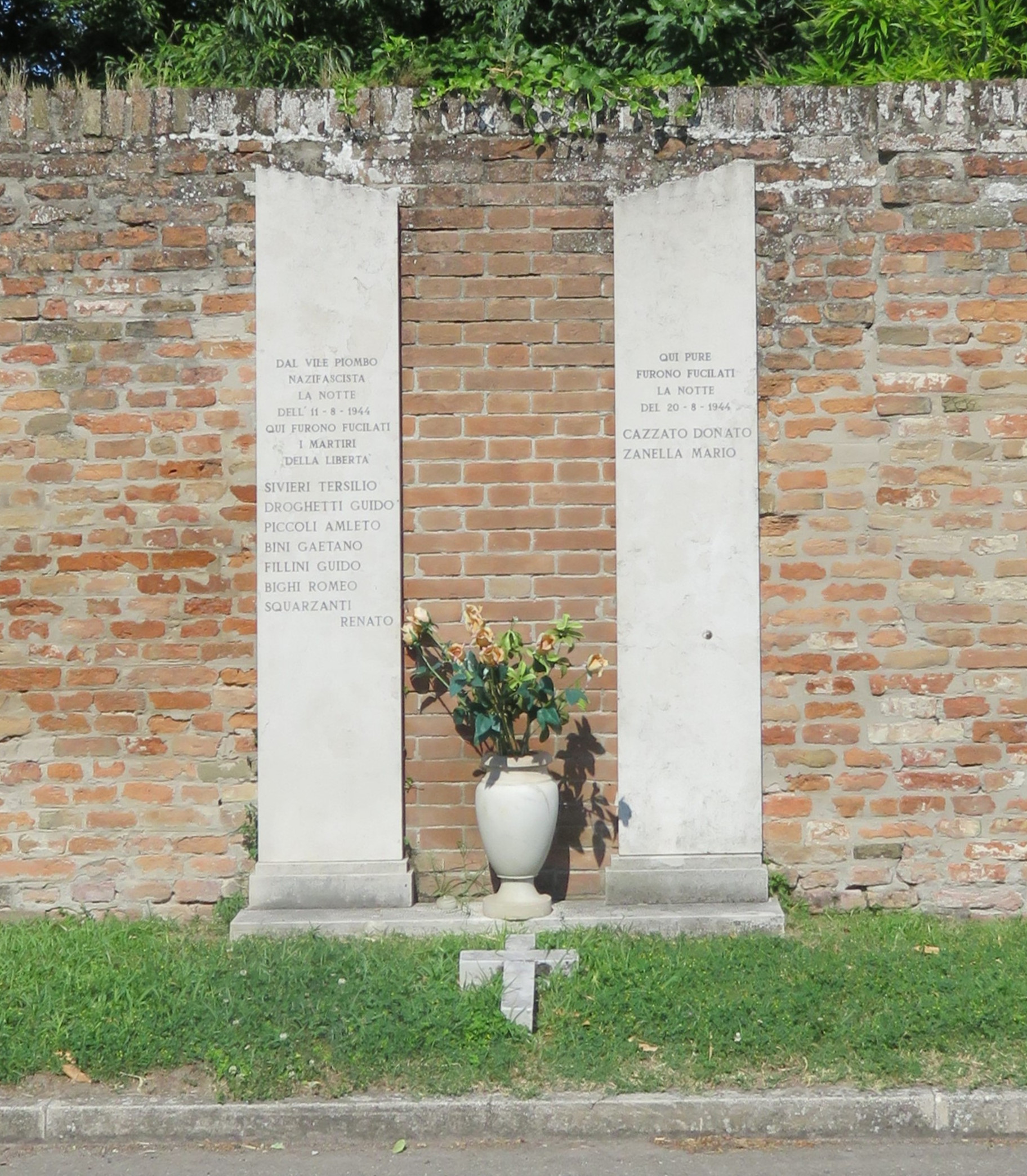
Monumento che ricorda la notte tra l'11 e il 12 agosto del 1944 quando nei pressi della Certosa un plotone di esecuzione italiano fucilò 7 persone arrestate nei giorni precedenti anche nella zona di Cocomaro di Focomorto.

L'area è citata in alcuni documenti risalenti al 904, il suo nome era Val di Zucche e Val di Cuccula.
Si hanno anche notizie del borgo in riferimento alla sua chiesa, risalente al 1141 e dedicata a San Nicolò. Crollata nel 1642 fu successivamente ricostruita dalla Congregazione Benedettina Olivetana della Basilica di San Giorgio fuori le mura, mentre nel 1790 fu rifatto il campanile in stile barocco.
Nel 1944 il paese venne coinvolto in un episodio di rappresaglia che portò alla fucilazione, presso il cimitero monumentale della Certosa di Ferrara, di sette partigiani, la notte tra l'11 e il 12 agosto.

## Monumenti e luoghi d'interesse
- Chiesa di San Nicolò Vescovo

## Territorio
L'abitato odierno si sviluppa lungo l'argine sinistro del Po di Volano, le cui acque lo separano da Cocomaro di Cona, sulla sponda opposta.

## Nella cultura di massa
La frazione viene citata da Aldo, Giovanni e Giacomo nello sketch Spettatori in Platea dello spettacolo I corti di Aldo, Giovanni & Giacomo.